# Шеллер-Михайлов, Александр Константинович
Алекса́ндр Константи́нович Ше́ллер (писавший под псевдонимом А. Михайлов и известный как Шеллер-Михайлов; 30 июля [11 августа] 1838, Петербург — 21 ноября [4 декабря] 1900, там же) — русский писатель.

## Биография
Отец А. К. Шеллера был крестьянин-эстонец, получивший образование в театральном училище и служивший сперва в театральном оркестре, а затем занимавший должность придворного служителя; мать происходила из аристократического рода Адамовичей, и в воспитании будущего писателя рано столкнулись аристократические традиции матери и бабушки с тем, что внушал ему отец. После первоначального домашнего обучения Шеллер был отдан в немецкую Анненшуле, а затем в 1857 г. поступил вольнослушателем в Петербургский университет, в котором пробыл до 1861 г., до известной студенческой истории.
Выйдя из университета, Шеллер продолжал своё образование самостоятельным изучением социальных вопросов. Увлекшись одно время педагогикой, он основал школу для бедных, в которой дети получали первоначальное образование за плату в 30—60 коп. в месяц, а для взрослых читались по субботам лекции по географии, истории и т. п. Школа имела успех, но в 1863 г. пришлось, по не зависящим от Шеллера обстоятельствам, закрыть её. После этого Шеллер поехал за границу, с целью собирания материалов для своих работ о пролетариате во Франции и об ассоциациях. К этому времени относится начало его сотрудничества в «Современнике», хотя вообще его литературная деятельность началась в 1859 г., когда он стал помещать, с подписью А. Релеш, фельетоны в журнале Плюшара «Весельчак», под заглавием «Мои беседы». Дебютировал Шеллер в «Современнике» стихотворением, помещённым в № 10 за 1863 г., а в следующем году в том же журнале был напечатан (в № 2 и 3) роман «Гнилые болота», встреченный критикой весьма сочувственно.
В 1864 г. там же были помещены некоторые новые стихотворения Шеллера и большой роман «Жизнь Шупова, его родных и знакомых». И этот роман, и «Гнилые болота» представляют собой своего рода автобиографию Шеллера, но имеют и несомненные художественные достоинства. В 1865 г. Шеллер переходит в «Русское Слово»; когда этот журнал был закрыт, он в течение 1866—67 гг. помещает свои стихотворения и повести в «Женском Вестнике», а с конца 1867 г. становится постоянным сотрудником «Дела». Тут и в «Неделе» он печатает ряд стихотворений переводных (из Петёфи, Шерра, Шамиссо, Фрейлиграта, Барри Корнуола, Эдгара По, Коппе) и оригинальных, социологические и политические этюды и исследования («Очерки из истории рабочего сословия во Франции», «Неделя», 1868; «Жилища рабочих», «Дело», 1870; «Производительные ассоциации», ib.; «Первоначальное образование во Франции», ib., 1871; «Политические права и экономическая неурядица», ib., 1872; «Первоначальное образование в Пруссии, Швейцарии и Соединённых Штатах», ib., 1873; «Основы народного образования в России», 1874 и др.) и большинство своих повестей и романов («Господа Обносковы», 1868; «Вразброд», 1869; «Лес рубят — щепки летят», 1871; «Старые гнёзда», 1875; «Хлеба и зрелищ», 1876; «Беспечальное житьё», 1877 и др.). Участие Шеллера в «Русском Слове», «Деле» и «Неделе» было не только простым сотрудничеством, но и редактированием, общим или по отделам.
С 1877 г. Шеллер принял на себя редакцию журнала «Живописное Обозрение», а с 1893 г. — и газеты «Сын Отечества», при издательстве Добродеева. В этих изданиях, а также в «Русском Богатстве», «Северном Вестнике» он печатал ряд своих новых беллетристических произведений («Непрошеный гость», 1883; «Молотом и золотом», 1884; «Алчущие», 1886; «Победители», 1889; «Ртищев», 1890; «Загубленная жизнь», 1891; «Конец Бирюковской дачи», 1893 и др.), не оставляя также занятий и общественными вопросами («Революционный анабаптизм», «Икария», «Смутное время анабаптизма», «Русская Мысль», 1886). В 1895 г. было издано полное собрание сочинений Шеллера в 15 томах (в это собрание не вошли статьи Шеллера об ассоциациях и многие его стихотворения). Беспрерывная журнальная работа, тянувшаяся почти 35 лет, окончательно надорвала силы Шеллера. С 1895 г. у него начинает развиваться склероз артерий, сведший Шеллера в могилу 21 ноября 1900 г. Похоронен на Митрофаниевском кладбище. В 1930-е гг. останки перезахоронены на Литераторских мостках.
Энциклопедический словарь Брокгауза и Ефрона даёт такую оценку его творчеству:

Обращаясь к оценке литературной деятельности Шеллера, приходится останавливаться главным образом на романах первых годов его сотрудничества в «Современнике» и «Деле». В этих романах выразился весь Шеллер, со своими крупными достоинствами и, пожалуй, столь же крупными недостатками: с одной стороны писатель обнаруживал несомненный талант, далеко не заурядное образование, серьёзное направление мысли, так что виден был в нём хороший представитель идеализма 60-х годов; с другой стороны невольно бросалась в глаза какая-то надуманность, деланность его произведений, которые часто вызывали впечатление отрицательное, как писания по трафарету.
Молодёжь зачитывалась повестями и романами Ш. и в то время, когда они печатались в журналах, и когда они выходили отдельными изданиями; Шеллер популяризировал в беллетристической форме те идеи, которые проводились публицистикой и критикой 60-х годов, и трудно отрицать его благотворное влияние на читающую публику в десятилетия, следовавшие за эпохой реформ. Тем не менее даже критика одного лагеря с Ш. находила в его романах какую-то фальшь, происходившую оттого, что автор подгонял жизнь под известные идеи, и вместо реализма, который им проповедовался, являлось какое-то «сентиментальное прекраснодушие», творившее по раз установленным шаблонам. А. М. Скабичевский указал, что в романах Ш. постоянно встречаются некоторые определенные типы: « герой и героиня романа, представляющие лучезарное сияние прогресса и совершенств нравственных, умственных и физических; злодей романа — высокий смуглый мужчина с оловянными, леденящими глазами и насупленными бровями; помещик — практик с большими связями, консерватор и деспот, который разлучает влюблённых друг в друга дворовых, вгоняет в гроб жену и чуть не засекает розгами героя романа; злодейка романа — бабушка или тётушка, с княжеским гербом на карете, занятая вечно своей родословной, бредящая светскими приличиями и презирающая чернь; петербургская кумушка, светский шалопай и т. д.»
Шаблон, встречающийся в произведениях Ш., можно объяснить влиянием идей 60-х годов, а отчасти влиянием английских романов Диккенса или Теккерея. Публицистическая тенденция романов и повестей Ш. — одна из главнейших причин, по которым этого писателя уже начинают забывать, однако нельзя не сказать, что идеализм Ш., его нравственная чистота, его стремления к общественному прогрессу не могут не вызывать сочувствия и в наше время. Что касается социологических очерков Ш., то их можно считать хорошей популяризацией данных европейской науки.

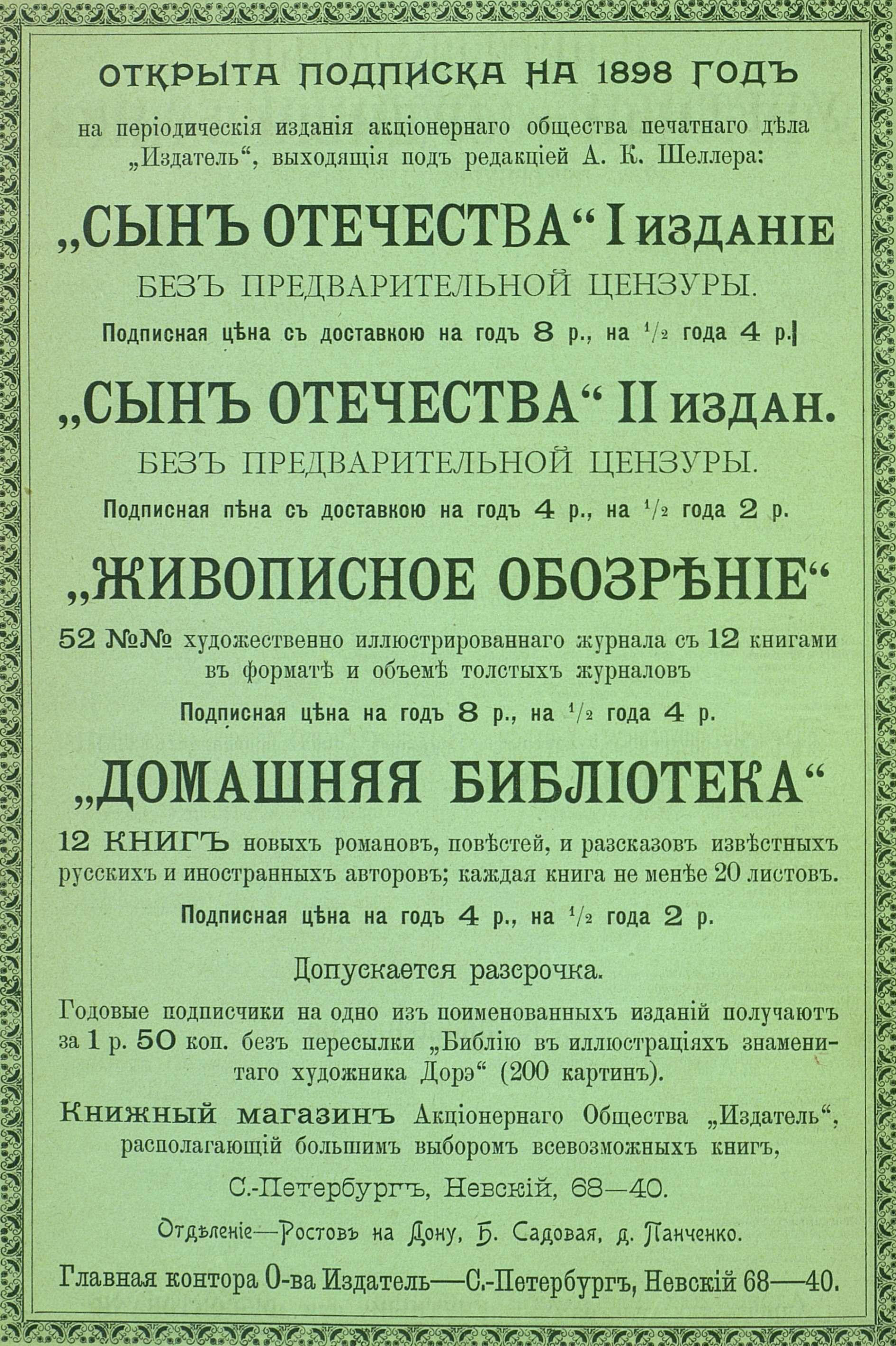
Реклама изданий под редакцией А. К. Шеллера, 1898 год.
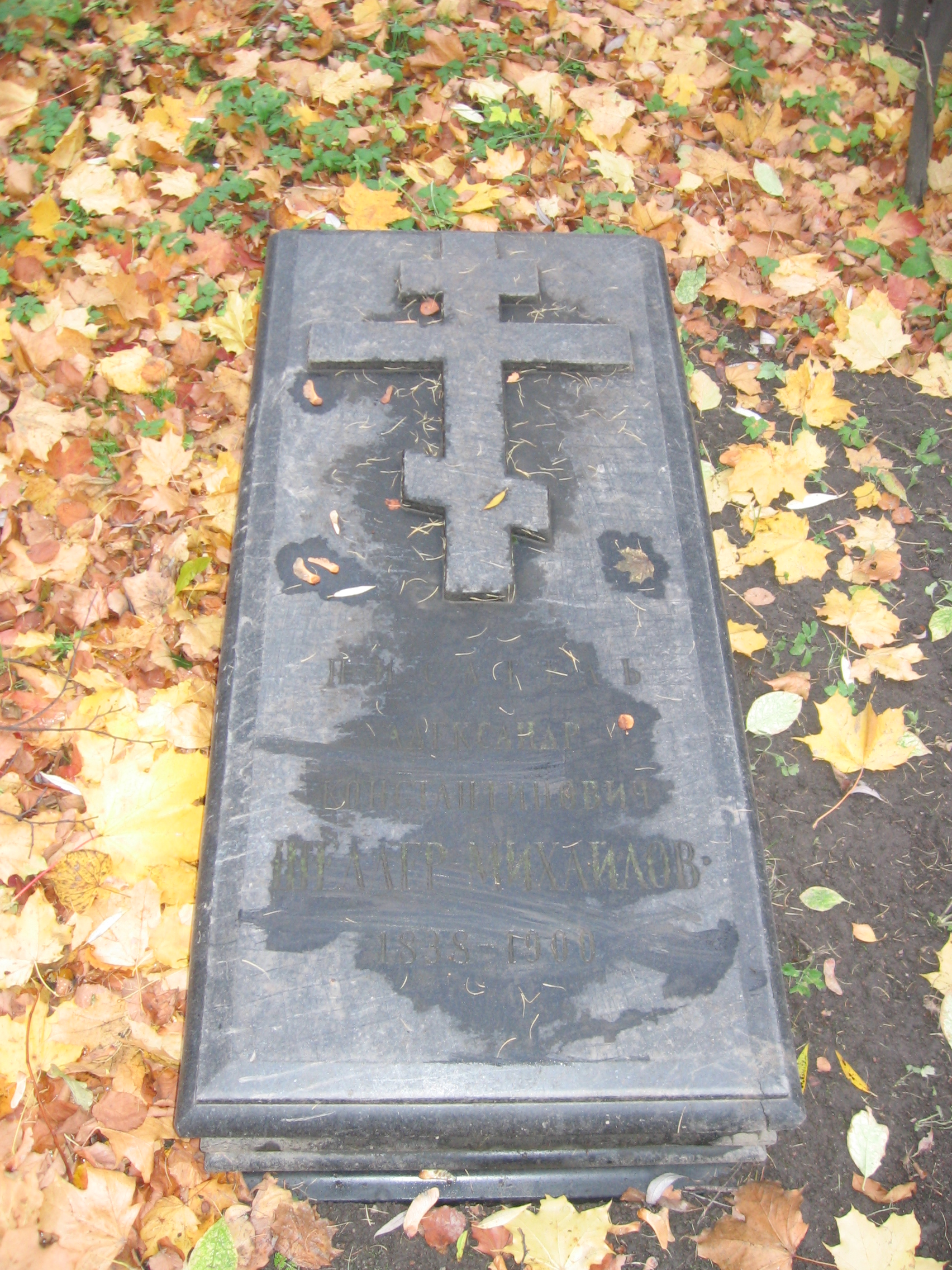
Надгробие А. К. Шеллера-Михайлова на Литераторских мостках

## Издания сочинений
- Полное собрание сочинений [Критико-биографический очерк А. М. Скабичевского], т. 1—16, 2 изд., СПБ, 1904—05;
- [Стихотворения], в кн.: Поэты-демократы 1870—1880 гг. [Вступ. ст. Б. Л. Бессонова], Л., 1968.